# Bombus neoboreus
Bombus neoboreus — північноамериканський вид джмелів.

## Опис
З цим північноамериканським довгохоботковим джмелем найбільш схожі полярний, північний, золотисто-підперезаний, холодний та жовтоголовий джмелі.